# Gladys Pyle

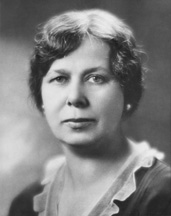
Gladys Pyle

Gladys Pyle, född 4 oktober 1890 i Huron, South Dakota, död 14 mars 1989 i Huron, South Dakota, var en amerikansk republikansk politiker. Hon var den femte kvinnliga senatorn i USA:s historia. De fyra tidigare kvinnorna hade alla först tillträtt till senaten genom en utnämning i stället för att ha vunnit ett val; av dem hade endast Hattie Caraway blivit omvald till senaten. Pyle var den första kvinnan som vann ett senatsval utan att vara sittande senator tack vare en utnämning och den andra kvinnan att vinna ett senatsval över huvud taget. Valet som Pyle vann var ett fyllnadsval som gällde en ämbetsperiod på mindre än två månader, 9 november 1938 – 3 januari 1939. Pyle var den första republikanska kvinnliga senatorn. Hon var också den första ogifta kvinnliga senatorn.
Hon föddes i Huron till John och Mary "Mamie" Pyle. Gladys Pyle utexaminerades 1911 från Huron College (högskolan bytte 1989 namn till Huron University och stängdes 2005). Hon arbetade sedan som lärare i South Dakota. Gladys, hennes två systrar och modern Mamie var alla aktiva förespråkare av kvinnlig rösträtt. Pyle var den första kvinnliga ledamoten i South Dakota House of Representatives, underhuset i delstatens lagstiftande församling, 1923–1927. Hon var sedan delstatens statssekreterare (South Dakota Secretary of State) 1927–1931. Hon kandiderade i republikanernas primärval inför 1930 års guvernörsval i South Dakota. Hon fick en tredjedel av rösterna i primärvalet som hon knappt förlorade mot Warren Green.
Senator Peter Norbeck avled 1936 och demokraten Herbert E. Hitchcock utnämndes sedan till senator fram till fyllnadsvalet 1938. Pyle kandiderade enbart i fyllnadsvalet som gällde till slutet av Norbecks ursprungliga mandatperiod; valet som gällde en hel sexårig mandatperiod vanns av John Chandler Gurney. Pyle besegrade demokraten Tom Berry i fyllnadsvalet och blev den första kvinnliga senatorn från delstaten South Dakota. Under sitt sista levnadsår var Pyle den äldsta levande före detta senatorn i USA. Hon dog 98 år gammal i hemstaden Huron.